# The Legend of Zelda: Majora's Mask 3D
The Legend of Zelda: Majora's Mask 3D (ゼルダの伝説 ムジュラの仮面 3D Zeruda no Densetsu Mujura no Kamen Surīdī?) är ett äventyrsspel utvecklat av Nintendo, släppt till Nintendo 3DS. Spelet är en remake på Nintendo 64-spelet The Legend of Zelda: Majora's Mask som släpptes 2000. Spelet annonserades den 5 november 2014 och släpptes den 13 februari 2015.
Under en presentation om kommande spel till Nintendo 3DS och Wii U den 5 november 2014 avslöjades för första gången att en remake av Majora's Mask var under utveckling till Nintendo 3DS. En trailer visades med scener ur spelet där det framgick att spelet fått märkbart bättre grafik än originalet till Nintendo 64. En specialutgåva innehållande en pin föreställande Majora's Mask, en dubbelsidig poster samt en ask av plåt med motiv från spelet annonserades av Nintendo of Europes president Satoru Shibata.
Den 14 januari 2015 avslöjade Nintendo ännu mer om det kommande spelet i en Nintendo Direct. Här framkom att spelet kommer att släppas den 13 februari 2015, samtidigt som den kommande konsolen New Nintendo 3DS. Det kommer även att komma en special designad New Nintendo 3DS XL med Zelda-motiv och den kommer även att innehålla den digitala versionen av The legend of Zelda: Majora's Mask 3D.

## Nytt i spelet
Det som är nytt med The Legend of Zelda: Majora's Mask 3D i jämförelse med originalversionen är inte bara den uppgraderade grafiken utan det har även kommit med nya förbättrade möjligheter med spelandet:
- Man kan bestämma själv hur många timmar in i framtiden man vill resa om man spelar Song of Double Time.
- Nu sparas inte längre spelet när man spelar Song of Time utan man kan spara när man vill vid de olika fågelstatyerna. Det finns dessutom ett antal nya statyer som man också kan spara vid, dessa går emellertid inte att flyga till.
- Man kan få ytterligare en burk om man klarar ett nytt sidouppdrag.
- Vissa sidouppdrag har förändrats lite. T.ex. krävs Goron Mask för att få rumsnyckeln i Stock Pot Inn och Shiro finns på ett helt annat ställe.
- Bomber's Notebook har fått en uppgradering och lagrar information om fler av de olika sidouppdragen i spelet. Den lagrar också information om vilka uppdrag som är beroende av andra och man kan nu ställa in en alarmklocka vid det uppdrag man har tänkt göra så att man inte missar vilken tid man ska vara på en plats.
- Det går nu att fiska i spelet, på väg till Southern Swamp samt i Zora Cape.
- Bosstriderna har förändrats till viss del.
- Banken ligger nu i South Clock Town istället för West Clock Town.
- Vissa platser har också fått mindre förändringar i designen.